# 和漢混淆文
和漢混淆文（日语：和漢混淆文），是和文体和漢文訓讀文体混用的日語文体。又稱和漢混交文。

## 概要
平安時代後期出現。特別是鎌倉時代以後，用於軍記物語等而被廣泛傳播。
最初使用和漢混淆文的文学中，今昔物語集最有名。之后代表性的文学作品有徒然草、方丈記、保元物語、平治物語、平家物語、太平記等。